# モーレツ欲張りゲーム
『モーレツ欲張りゲーム』（モーレツよくばりゲーム）は、1969年7月20日から同年11月30日までフジテレビ系列局で放送されていたフジテレビ製作のゲームバラエティ番組である。大塚製薬の一社提供。放送時間は毎週日曜 19:00 - 19:30 （日本標準時）。

## 概要
「欲張る事は、いい事だ。」をキャッチフレーズにした視聴者参加型番組で、毎回一般からの参加ペア5組がゲームで賞品を稼いでいた。司会は前番組『紅白スタージェスチャー』から引き続き露木茂（当時フジテレビアナウンサー）が務めていた。露木は毎回オープニングで「私は正義の味方、司会の露木茂です。」と挨拶していた。
番組は3つのコーナーで構成されていた。第1コーナーは、掴み取りや着ぶくれなどを競う「欲張りゲーム」。第2コーナーは、1人が台の上に乗り、もう1人が30個あるボタンを押していく「ブー・ドボン・ゲーム」（30個あるうちのどれか1つを押すと台が壊れ、乗った参加者が落ちる）。第3コーナーは、本物と偽物を見分ける「本物・偽物ゲーム」だった。
1988年3月31日に開局30年記念特番として放送された『フジテレビ30年史 秘蔵VTR一挙大公開』で、本番組第1回目の映像が紹介された。映像紹介後に露木は「（この番組）三月（みつき）で終わったんです。」と笑いながらコメントしていた（実際の放送期間は4か月である）。